# گابریل ویدوویچ
گابریل ویدوویچ (انگلیسی: Gabriel Vidović؛ زادهٔ ۱ دسامبر ۲۰۰۳) بازیکن فوتبال است.
وی همچنین در تیم‌های ملی فوتبال زیر ۱۷ سال، زیر ۱۸ سال، زیر ۱۹ سال، و زیر ۲۱ سال کرواسی بازی کرده‌است.

## دوران باشگاهی

### بایرن مونیخ
ویدوویچ کار خود را با بازی در باشگاه زادگاهش، اف سی آگسبورگ آغاز کرد. در سال ۲۰۱۶ به تیم جوانان بایرن مونیخ پیوست. او پس از نمایش‌های خوب برای باشگاه فوتبال بایرن مونیخ ۲ در لیگ محلی بایرن قرارداد جدیدی را تا سال ۲۰۲۵ با بایرن مونیخ امضا کرد.
بعداً، سرمربی او، یولیان ناگلسمان از او خواست تا به تیم اصلی بپیوندد، که در آن اولین بازی خود را در بوندسلیگا در ۱۷ آوریل ۲۰۲۲ به دست آورد و به عنوان جانشین به‌جای سرژ گنابری در جریان پیروزی ۳–۰ مقابل آرمینیا بیله فلد وارد زمین شد.

## تیم ملی
ویدوویچ در آلمان به دنیا آمد و بازی‌های دوستانه‌ای را برای تیم ملی فوتبال زیر ۱۵ سال آلمان انجام داد سپس در تیم‌های ملی نوجوانان کرواسی حضور یافت.